# Павле Јакшић
Павле Јакшић (Блатуша, код Вргинмоста, 2. децембар 1913 — Београд, 4. фебруар 2005) био је учесник Народноослободилачке борбе, друштвено-политички радник СР Србије, генерал-пуковник ЈНА, један од оснивача Института за физику и народни херој Југославије.

## Биографија
Рођен је 2. децембра 1913. године у селу Блатуши, код Вргинмоста, на међи Кордуна и Баније, у сељачкој породици. Гимназију је учио у Глини и Бјеловару. На Филозофском факултету у Београду дипломирао је 1937. године, физику и примењену математику.
Годину дана провео је у Школи резервних артиљеријских официра у Сарајеву, а затим завршио војни топографски курс у Калиновику, и постао резервни артиљеријски потпоручник. Потом студира на Техничком факултету у Београду. У жељи да се посвети научном раду, одлази на студије у Париз. Дипломирао је на École supérieure d'optique и припремио докторску тезу из космичког зрачења. У време немачке агресије на Француску, 1940. године, после многих неприлика, враћа се у Југославију, у Краљевачку гимназију. У Паризу је сарађивао с Комитетом за репатријацију југословенских шпанских бораца, а у Краљево је донео доста комунистичке литературе и илегални летак КП Француске против окупације.

### Народноослободилачка борба
Краљево напушта 24. јула 1941. године, с групом радника и ђака, да би избегао хапшење због политичког деловања. Два дана касније, формиран је на Гочу Краљевачки партизански одред, за чијег је команданта изабран Павле Јакшић, који тих дана постаје члан Комунистичке партије Југославије (КПЈ). Већ у време борби око Краљева у јесен 1941. поверена му је дужност команданта сектора Краљевачког фронта.
Децембра 1941. године, Павле постаје командант Краљевачког батаљона Прве пролетерске ударне бригаде, с којим се бори код Прозора, Бугојна, Дувна, Ливна, Грахова и др. Новембра 1942. године постављен је за команданта Седме банијске ударне дивизије, с којом учествује у биткама на Неретви и Сутјесци. У борбама у време Четврте непријатељске офанзиве, у периоду јануар-март 1943. године. На челу дивизије водио је успешну маневарску одбрану од прилаза Сиску, преко Бихаћа и Босанског Петровца до Прозора, обезбеђујући евакуацију Централне болнице НОВЈ с Грмеча до долине Раме, да би, затим, на фронту између Горњег Вакуфа и Прозора, организовао и успешно изводио вишедневну позициону одбрану због обезбеђења Централне болнице и стварања услова за развој противофанзиве групе дивизија НОВЈ под непосредном командом Врховног штаба. Јакшић је успешно командовао дивизијом и у тешким борбама у Петој непријатељској офанзиви, посебно у њеној завршној фази, када је вешто извео дивизију из немачког обруча на Сутјесци, спасивши тиме и велики број рањеника и болесника.
Крајем 1943. године, Павле је командант Једанаестог корпуса, а 1944. начелник Главног штаба НОВ и ПО Хрватске. У етапи завршних операција за ослобођење Југославије, Јакшић је, као начелник Штаба Четврте југословенске армије, брзо ушао у суштину фронталног ратовања и планирања великих офанзивних подухвата, што је допринело да ова армија успешно и у рекордном времену савлада знатне немачке снаге, од фронта у Лици, преко Ријеке и Истре, до Трста.

### Послератни период
После ослобођења Југославије, Павле Јакшић је обављао високе војне дужности у Југословенској народној армији (ЈНА). Био је командант позадине ЈА, на месту првог помоћника министра народне одбране, маршала Јосипа Броза Тита, командант Артиљерије ЈА. Године 1950. је завршио Општевојни факултет и Курс оператике ЈА; потом је био на дужности команданта Београдске армијске области, од 1950. до 1956. и помоћника Начелника Генералштаба ЈНА, Љубе Вучковића, од 1956. до 1962. године. Пензионисан је 1962. године, на свој захтев, у чину генерал-пуковника ЈНА.
Године 1962. је учествовао у оснивању Института за физику и бавио се проблематиком ласера. Идуће године, изабран је за вишег предавача на Електротехничком факултету у Београду. Поред научног рада, био је и активни друштвено-политички радник — био је члан Опуномоћства ЦК СКЈ за ЈНА, члан Главног одбора СУБНОР-а и ССРН Србије. Биран је за републичког и савезног народног посланика, у више сазива.
Од пензионисања 1962. године живео је повучено у Београду, бавећи се научним радом и превођењем. Аутор је више војноисторијских и војнотеоријских радова, а објавио је и неколико књига. Године 1961. издао је „Савремени рат”, књигу у којој је критиковао концепцију општенародне одбране и у којој се успротивио цивилном наоружавању, а 1990. године објавио је књигу сећања „Над успоменама“ у два тома.
Преминуо је 4. фебруара 2005. године у Београду. Сахрањен је по сопственој жељи у обичној парцели на Новом гробљу у Београду, иако му је припадало место у Алеји народних хероја и Алеји заслужних грађана.
Носилац је Партизанске споменице 1941. и других југословенских одликовања, међу којима су — Орден ратне заставе, Орден партизанске звезде са златним венцем, Орден заслуга за народ са златном звездом, Орден братства и јединства са златним венцем, Орден партизанске звезде са сребрним венцем и Орден за храброст. Орденом народног хероја одликован је 20. децембра 1951. године.